# René Hernández (Wasserspringer)
René Raúl Hernández (* 8. Dezember 1987) ist ein kubanischer Wasserspringer, der im Kunstspringen vom 1-m- und 3-m-Brett und im 3-m-Synchronspringen antritt.
Hernández bestritt im Jahr 2011 seine ersten internationalen Meisterschaften. Bei den Panamerikanischen Spielen in Guadalajara erreichte er vom 3-m-Brett das Finale, wo er Elfter wurde. Im 3-m-Synchronspringen gewann er mit Jorge Pupo die Bronzemedaille und somit seine erste internationale Medaille. Hernández nahm auch an der Weltmeisterschaft in Shanghai teil, verpasste vom 3-m-Brett den Einzug ins Halbfinale jedoch deutlich.

## Weblink
- Profil von René Hernández (Wasserspringer)  beim Institut für Angewandte Trainingswissenschaft